# Тамми, Тайсто
Та́йсто Та́мми (фин. Taisto Tammi, фамилия при рождении — Лу́ндберг; 10 декабря 1945, Куусанкоски, Финляндия — 5 февраля 1979, Тампере, Финляндия) — финский певец, исполнитель танго.

## Биография
Родился 10 декабря 1945 года в Куусанкоски, в Финляндии.
Получил известность в 1960-е годы, после того, как в 1962 году выиграл конкурс эстрадной песни, проводившийся в Котке. Наиболее известные песни Тамми — «Tango merellä», «Tangotyttö» и «Rakkauden rikkaus», с последней он принимал участие в отборочном туре конкурса «Евровидение» в 1964 году.
Скончался 5 февраля 1979 года в Тампере от внезапной болезни в возрасте 33-х лет.

## Дискография
- Taisto Tammen tangoja (1969)
- Taisto Tammi laulaa kotimaisia tangoja (1975)
- Muistojeni ruusut (1976)
- 20 suosikkia — tango merellä (1996)
- 20 suosikkia — muistojeni ruusut (2001)